# Татиана Римская

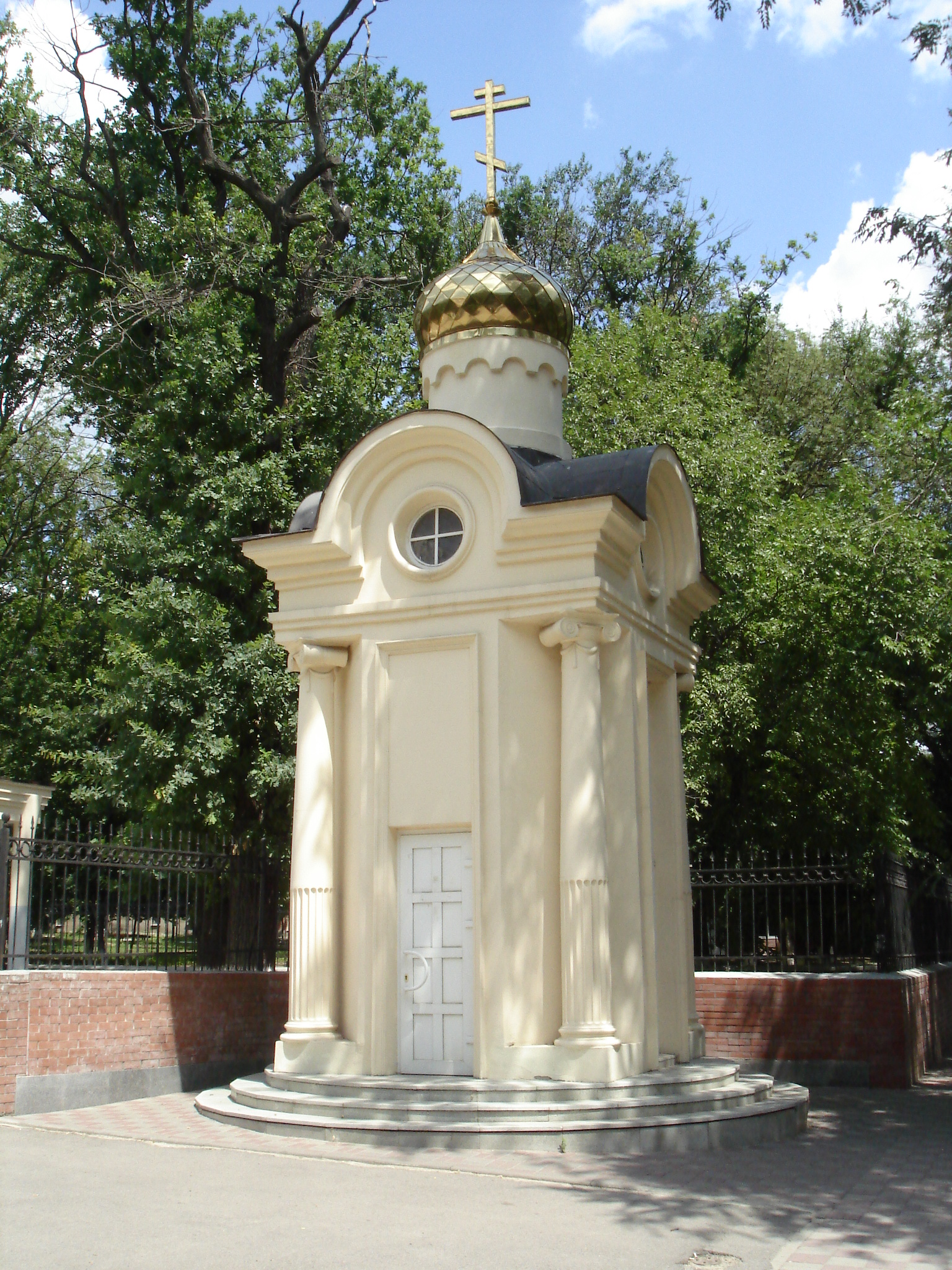
Часовня Мученицы Татианы в Новочеркасске

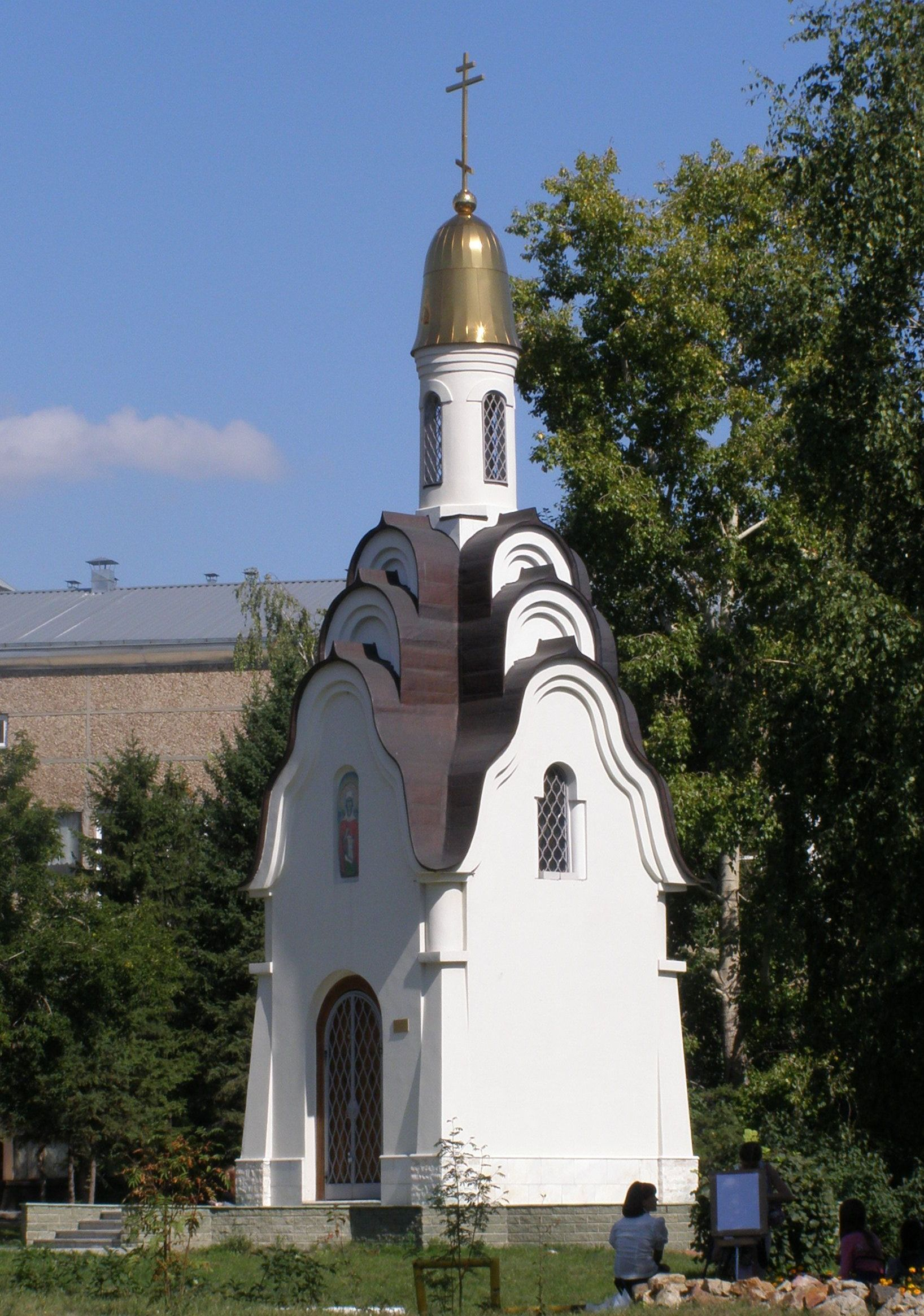
Часовня Мученицы Татианы в Барнауле

Татиа́на (лат. Tatiana, греч. Τατιανὴ; в современном русском языке — Татьяна) — раннехристианская мученица, почитается православной и католической церквями. В России считается покровительницей Московского государственного университета и вообще студентов.

## Жизнеописание
Источником о Татьяне в России является житие святой, написанное Дмитрием Ростовским в XVII веке. По Дмитрию Ростовскому, Татиана жила в III веке, родилась в Риме в богатой и знатной семье (отец трижды был консулом). Её родители были христианами и воспитывали свою дочь в благочестии. Достигнув совершеннолетия, Татиана решила не выходить замуж. Димитрий Ростовский сообщает, что за свою добродетельную жизнь она была поставлена диакониссой.
Житие повествует, что при императоре Александре Севе́ре (царствовал с 222 по 235 годы) Татиана была схвачена и приведена в храм Аполлона, где её пытались заставить поклониться статуе этого бога. По словам Дмитрия Ростовского, Татиана вознесла молитву Иисусу Христу, и произошедшее землетрясение разрушило статую Аполлона и обрушило часть храма, под которой погибло много людей. Житие Татианы рассказывает об этом со множеством художественных деталей: «Диавол, обитавший в идоле, с громким криком и рыданием бежал от того места, причём все слышали вопль его и видели тень, пронесшуюся по воздуху».
После этого Татиану подвергли пыткам, но следы мучений исчезали с её тела. Во время пыток по молитве святой мучителям явились четыре ангела и голос с небес, обращённый к Татиане. Эти чудеса заставили мучителей уверовать во Христа. Житие Татианы повествует, что после обращения её мучители сами были казнены.
Судья стал убеждать Святую Деву, чтобы она принесла жертву идолам, но старания его оставались тщетными.

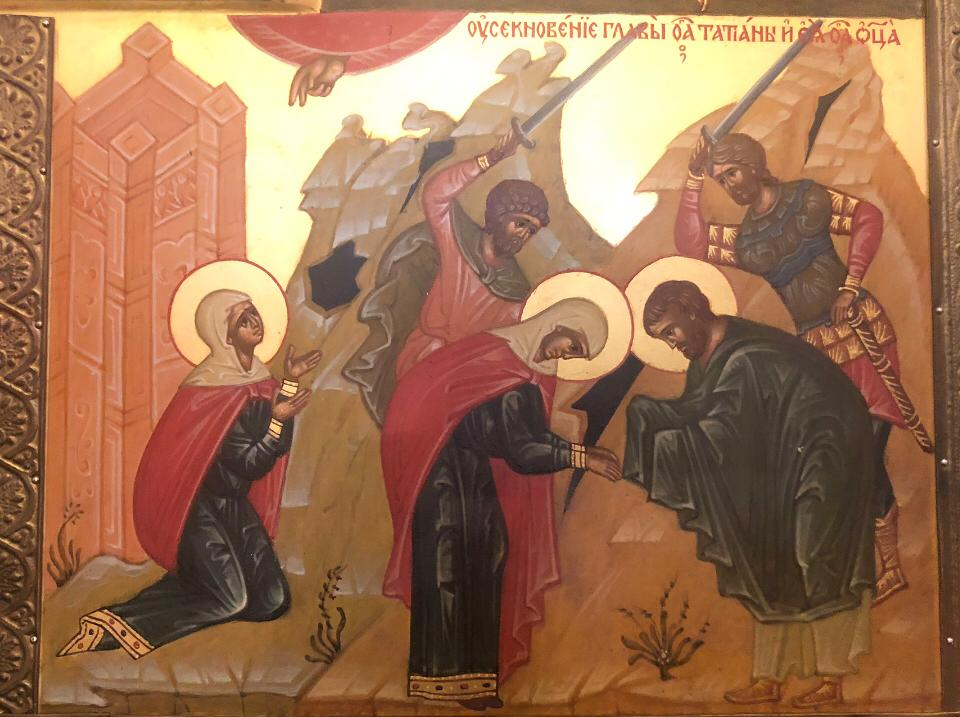
Икона казни святой Татьяны и её отца. Храм Мученицы Татианы при факультете журналистики МГУ имени М. В. Ломоносова

Судьи, решив, что Татиана занимается волхвованием с помощью своих волос, остригли их и заперли её на два дня в храме Зевса. На третий день жрецы, придя в храм, чтобы принести жертву Зевсу, обнаружили его статую разбитой, а Татиану — живой. После этого ей был вынесен смертный приговор и вместе со своим отцом была усечена мечом (иначе говоря, им отрубили головы). Мученическая смерть Татианы произошла 12 января 226 года.
Святая Татьяна, как мученица первых веков Христианства, почитается и в Православной, и в Католической церквях, однако широко её почитание распространилось только среди восточных христиан. На западе имя Татьяна считается русским и употребляется только в некоторых, по большей части славянских, странах.
В Православной энциклопедии сказано:
В отличие от склонного к деспотизму предшественника А. С. стремился к восстановлению престижа и компетенции рим. сената. Характерный для правления Северов религ. синкретизм достигает при А. С. своего апогея, выразившись, в частности, в терпимом отношении к иудеям и христианам (Scr. Hist. Aug. Vita A. S. XXII 4). Евсевий Кесарийский сообщает о многих христианах при дворе и в семье А. С. (Euseb. VI 28). Юлий Африкан посвятил А. С. свои „Вышитые пояса“ (Κέστοι), а св. Ипполит — труды о воскресении. В Антиохии аудиенции у А. С. и Юлии Маммеи удостоился Ориген. В домашнем храме А. С., возможно, находилось изображение Христа наряду с изображениями Аполлония Тианского, Авраама, Орфея и др. В Палатинском дворце и в общественных сооружениях он повелел поместить изречение, услышанное им от христиан: „Не делай другому того, чего не хочешь самому себе“ (Vita A. S. LI 7−8; ср. Мф. 7:12; Лк. 6:31). В свете подобных свидетельств маловероятны сообщения поздних актов о мученичестве святых Цецилии, пап Урбана I, Каликста I, Калопеда и Астерия, Мартины именно в правление А. С. В войне с Персией (232) А. С. лично руководил войском, остановив продвижение Сасанидов в Месопотамию. Во время похода в Германию (234 — нач. 235) он вместе с матерью пал жертвой мятежа, поднятого буд. имп. Максимином.

## Татьянин день
После того, как 12 (23) января 1755 года императрицей Елизаветой Петровной был подписан указ об открытии Московского университета, Татьянин день стал праздноваться ежегодно (ныне это 25 января по новому стилю),сначала — как день рождения Университета, а позднее и как праздник всех студентов.